# Goleamo Novo, Tărgoviște
Goleamo Novo (în bulgară Голямо Ново) este un sat în comuna Tărgoviște, regiunea Tărgoviște,  Bulgaria. 

## Demografie
Componența etnică a satului Goleamo Novo
     Romi (45,15%)
     Turci (27,63%)
     Bulgari (21%)
     Nicio identificare (6,2%)
La recensământul din 2011, populația satului Goleamo Novo era de 919 locuitori. Nu există o etnie majoritară, locuitorii fiind romi (45,15%), turci (27,63%) și bulgari (21,0%). Pentru 6,2% din locuitori nu este cunoscută apartenența etnică.